# Národní osvobození
Národní osvobození (někdy psáno i jako Národní Osvobození) byl deník založený v roce 1924. Vznikl sloučením Času, Československých novin a Legionářského směru. Na podporu svých myšlenek a zásad ho vydávala Československá obec legionářská v akciové společnosti Pokrok. K jeho čtenářům a příznivcům patřili vedle československých legionářů učitelé, státní zaměstnanci a řada bývalých členů Masarykovy realistické strany. List působil ve prospěch politiky Hradu, podporoval, hájil, popularizoval a propagoval politiku T. G. Masaryka a E. Beneše.
Šéfredaktorem Národního osvobození byl Lev Sychrava, jeden z čelných představitelů zahraničního odboje za první světové války, blízký Masarykův a Benešův spolupracovník. Významnými členy redakce byli Antonín Pešl a ve dvacátých letech Hubert Ripka. Do Národního osvobození přispívali František Langer, Adolf Černý, Jaroslav Werstadt, Jan Slavík, Alois Hajn a další osobností politického a kulturního života. Fejetony psal Josef Kopta, literární práce zde uveřejňovali Konstantin Biebl nebo Karel Teige. Několik článků zde otiskl i  T. G. Masaryk, který tak často činil pod pseudonymem. 
Před válkou Národní osvobození vycházelo v letech 1924 - 1939. Poslední číslo vyšlo 25. ledna 1939. Obec legionářská deník v roce 1945 obnovila, v roce 1948 ho ovládla komunistická propaganda. Od čísla 110 (19. ročníku) tak Národní osvobození vycházelo jako deník Svazu bojovníků za svobodu.